# رتق الشرج

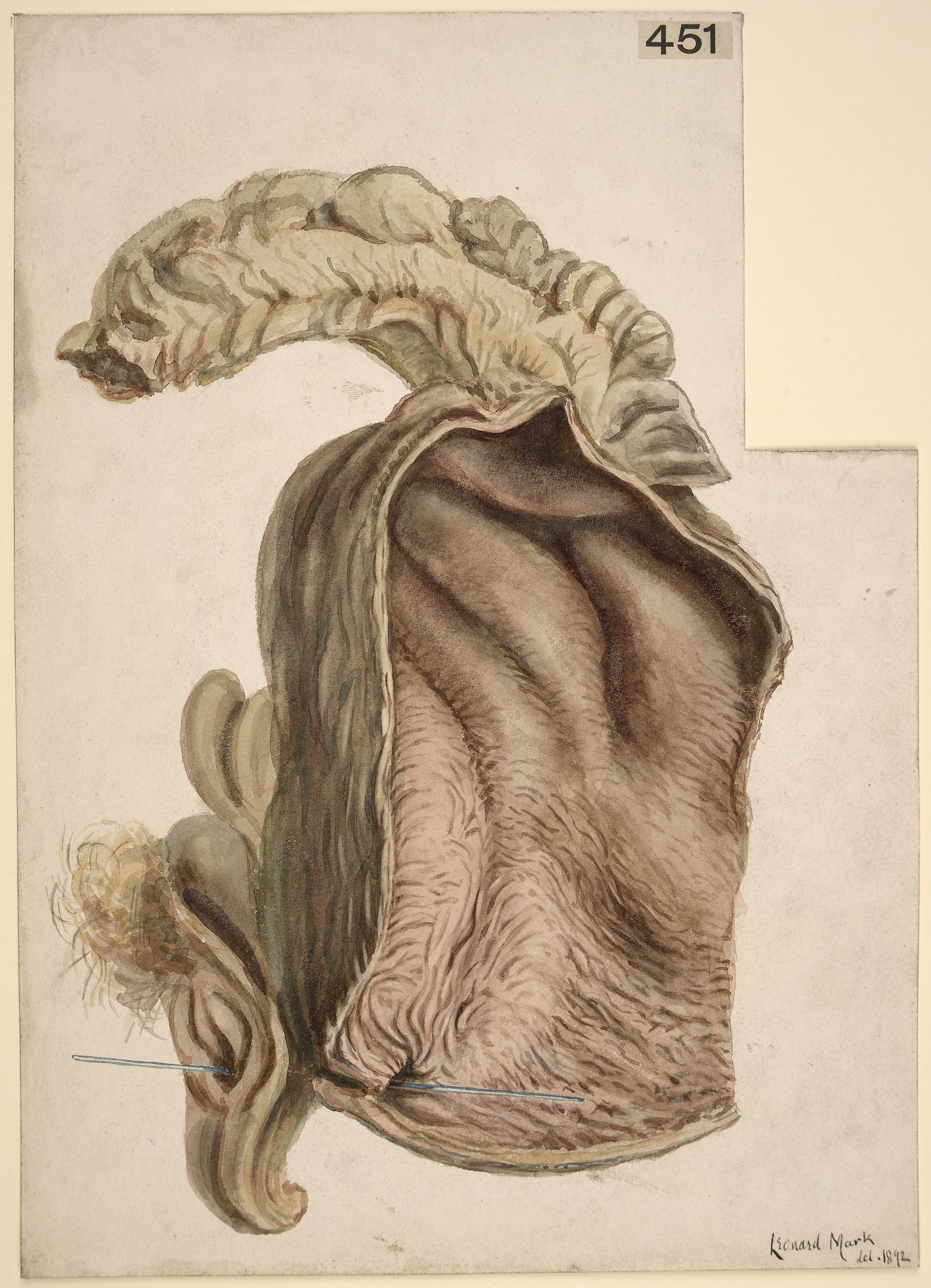
رسم يوضح رتق الشرج مع ناسور شرجي مهبلي، المستقيم متمدد، و الناسور موضح بقضيب زجاجي يمر من خلاله

رتق الشرج أو الشرج المنتبذ أو المسدود هو عيب خلقي يتميز بغياب فتحة الشرج في نهاية القناة الهضمية للمولود، وله عدة أشكال:
- أن ينتهي المستقيم بنقطة عمياء في مستوى منخفض قريب من موضع فتحة الشرج الطبيعي، أو في مستوى أعلى في البطن.
- أن يكون المستقيم متصلاً بالجلد الذي يغطي جدار البطن الأمامي عن طريق ناسور.
- أن يتصل المستقيم بجزء آخر من الجسم عن طريق ناسور، كالإحليل أو المثانة أو الصفن في الذكور، و المهبل في الإناث.

و في بعض المواليد يكون هناك عيب في وظيفة الأعصاب أو العضلات المتحكمة في فتحة الشرج، وقد لا تكون الفتحة مسدودة تماماً لكنها ضيقة جداً بدرجة لا تسمح بمرور البراز.

## الانتشار
رتق الشرج وعيوب فتحة الشرج الأخرى تحدث في واحد من كل 4000-5000 مولود في الولايات المتحدة الأمريكية.

## الأعراض والعلامات
- عدم مرور براز خلال يوم أو يومين بعد الولادة
- مرور براز من فتحة خلاف فتحة الشرج؛ كالإحليل أو المهبل
- بطن منتفخة
- غياب فتحة الشرج أو وجودها في غير مكانها الطبيعي[3]

### عيوب مصاحبة
50% من المصابين يعانون من متلازمة فاكترل أو عيوب خلقية أخرى، مثل:
- عيوب في العمود الفقري كالفقرة النصفية أو غياب الفقرات أو متلازمة الحبل النطاقي.
- عيوب في الكلى و الجهاز البولي كالكلى الحذوية و مضاعفة أجزاء من الجهاز البولي.
- عيوب خلقية في القلب.
- عيوب في القصبة الهوائية والمريء.
- عيوب في الأطراف (خاصة الساعد).
- متلازمة داون.
- تضخم القولون الخلقي (هيرشسبرنج).
- رتق الاثنا عشر.[4]

## السبب
غير معروف، أغلب الحالات متفرقة، وفي أحيان قليلة تكون منتمية لعائلة واحدة؛ الأمر الذي يرجح الوراثة الجسدية السائدة أو المتنحية أو المرتبطة بالجنس، كما يرجح بعض الباحثين أنه ينتج عن طفرات في جين أو أكثر خاصة مع وجود عوامل بيئية معينة (وراثة عديدة العوامل).

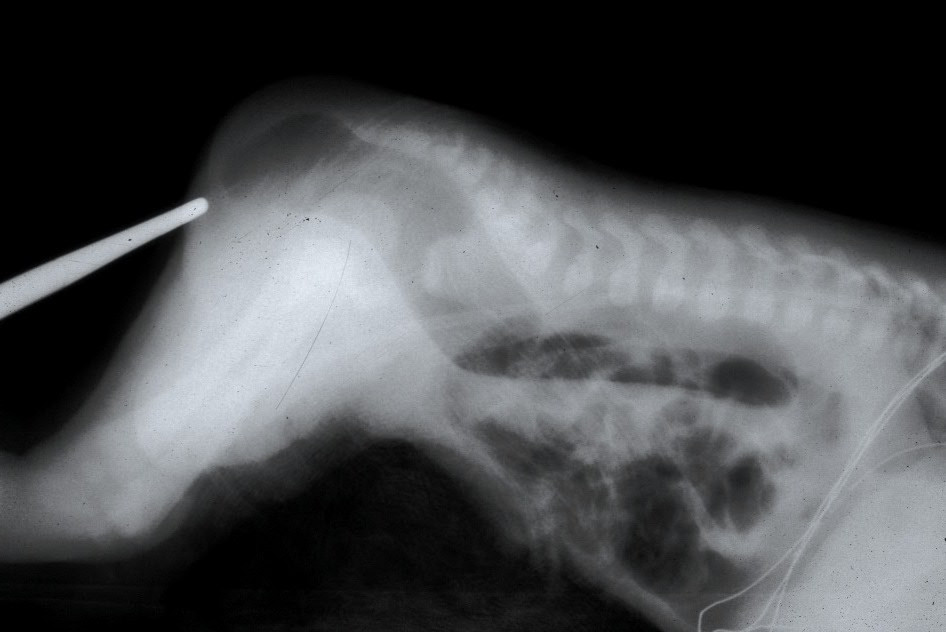
أشعة سينية لرتق الشرج

## التشخيص

### الفحص الإكلينيكي
يلاحظ غياب فتحة الشرج أو وجودها في غير موضعها الطبيعي، وقد يلاحظ أيضاً خروج البراز من فتحة أخرى كالإحليل أو المهبل.

### التحاليل المعملية
تحليل البول: لاحتمالية وجود ناسور شرجي بولي.

### الأشعة

#### الأشعة السينية
يعتمد على عوامل عديدة كمستوى الانسداد ومستوى انحشار البراز و، وقد تظهر الأمعاء الغليظة كفصوص متمددة مع عدم وجود غاز في المستقيم.
و من الفحوصات المميزة لرتق الشرج الأشعة السينية في الوضع المقلوب حيث يتم إبقاء الطفل مقلوباً لمدة ثلاث دقائق مع وضع عملة معدنية على المكان المتوقع لفتحة الشرج، والمسافة بين الغاز في المستقيم وموضع العملة يحدد نوع الرتق (من حيث المستوى)؛ فإذا كانت المسافة أكبر من 2 سم فهو من النوع المرتفع (أعلى العضلة الرافعة للشرج)، و إن كانت أقل من 2 سم فهو من النوع المنخفض (أدنى العضلة الرافعة للشرج).

#### التصوير بالموجات فوق الصوتية
في الطفل الطبيعي تظهر فتحة الشرج كنقطة مولدة للصدى (سهلة التصوير بالصدى) في مستوى العجان، أما في حالة رتق الشرج فلا تظهر، بالإضافة إلى تمدد القولون.

### تنظير تألقي
بالإنجليزية (كشف فلوري) للكشف عن الناسور الشرجي البولي أو الشرجي العجاني أو الشرجي المهبلي.

## العلاج
يتم العلاج جراحياً للسماح للبراز بالخروج من الجسم وإصلاح الناسور إن وجد، ويعتمد عدد ونوع الجراحات على حالة الطفل؛ فإذا كان المستقيم ينتهي بالقرب من موضع الشرج الطبيعي يحتاج الطفل لعملية واحدة خلال بضعة أيام من الولادة، أما في حالة وجود ناسور أو انتهاء المستقيم في موضع أعلى، يحتاج الطفل إلى عمليات أخرى قبل إصلاح الشرج.
و للجراحة ثلاثة أهداف:
- فصل المستقيم عن الأعضاء الأخرى وإصلاحها.
- خلق فتحة شرج في مكانها المناسب.
- سحب المستقيم إلى فتحة الشرج الجديدة وتوصيلهما معاً.

### فغر القولون
يحتاج بعض الأطفال إلى بعض الوقت قبل إجراء العملية الجراحية المعقدة، يتم خلاله فغر القولون لإنشاء فتحة يخرج منها البراز؛ إذ يتم قطع القولون وتوصيل نهايتي طرفيه بفتحتين في الجدار الأمامي للبطن كل على حدة؛ الفتحة العلوية يخرج منها البراز والسفلية لإخراج المخاط الذي تفرزه الأمعاء الغليظة.

## التاريخ
وصف بولس الأجانيطي (625-690 م) علاجاً جراحياً لرتق الشرج لأول مرة في التاريخ، كما يعد علي بن عباس الأهوازي (949-982 م) أول من سلط الضوء على ضرورة الحفاظ على العضلات العاصرة أثناء العملية ومنع حدوث تضيق في الشرج باستخدام دعامة، و أول من أشار إلى استخدام الخمر للعناية بالجرح بعد الجراحة، و هناك تقارير عن أطفال ناجين أجريت لهم هذه العملية ترجع إلى الحقبة الإسلامية خلال العصور الوسطى، كما طور سكولتيت، فاتيو وكوك هذه الجراحة في القرن السابع عشر.